# Pere-riera
Pere-riera és un edifici de Sant Bartomeu del Grau (Lluçanès) inclòs en l'Inventari del Patrimoni Arquitectònic Català.

## Descripció
És un edifici civil orientat a llevant. La casa és quadrada amb teulada a dues vessants. Als portals de la sala hi ha motius renaixentistes.
A la façana principal hi ha un portal dovellat amb la inscripció "Pinosa l'any 1617".
Hi ha un portal del 1782 que conforma la lliça, damunt d'aquest portal hi ha dos porxos construïts posteriorment un sobre l'altre.

## Història
El primer document es remunta al 1238 amb motiu del casament entre Pere Pinosa i Raimunda filla de Pera de la Noguera de Sant Julià Sasorba.
Continua el llinatge fins que l'any 1504 Simona Pinosa es casa amb el cavaller noble Pere Riera de Vic.
A partir de 1750 es canvia oficialment el nom de la casa si bé ja feia molt de temps que s'anomenava així.